# Ter Hoeve
Ter Hoeve is een gehucht in de Vlaamse gemeente Scherpenheuvel-Zichem. Het maakt deel uit van de deelgemeente Testelt.

## Geschiedenis
Het gehucht is ontstaan door de heide-ontginningen vanuit de Abdij van Averbode. Hier ontstonden drie grote abdijhoeven en wel de Grote Hoeve (vermeld in 1431), de Pannenhoef (1435) en de Peyshoeve (1614). Aan deze hoeven heeft het zijn naam te danken.
In 1971 werd hier de Hoevekerk, aan de Molenbergstraat 12, door vrijwilligers gebouwd. Deze kerk werd toegewijd aan Onze-Lieve-Vrouw van het Heilig Hart. Het betreft een moderne bakstenen zaalkerk met plat dak en zonder toren. Een groot kruis uit metaalprofiel bevindt zich voor het gebouw. Een groot 16e-eeuws kruisbeeld, afkomstig van de Sint-Pieterskerk te Testelt, wordt in deze kerk bewaard. De Hoevekerk zal op termijn allicht gesloopt worden.

## Natuur en landschap
Het gehucht ligt direct ten westen van het natuurgebied Averbode Bos en Heide. Ter Hoeve ligt in de Kempen, ten noorden van de Demer, bij de grens met het Hageland.

## Nabijgelegen kernen
Testelt, Averbode, Wolfsdonk, Messelbroek, Blauberg.